# Maria Karlsson (fotbollsspelare född 1985)
Maria Josefina Karlsson De Cecco, född 8 februari 1985 i Sätila, är en svensk före detta fotbollsspelare.
Maria Karlssons moderklubb är Sätila SK. Karlsson spelade mellan 2002 och 2008 för Kopparbergs/Göteborg FC, där hon under en period var lagkapten. Karlsson hade uppehåll under en stor del av 2006 på grund av knäskada. Hon spelade totalt 112 matcher och gjorde 13 mål för klubben i Damallsvenskan. Därefter gick Karlsson till Linköpings FC, där hon var med och vann både SM-guld och cupguld.
I januari 2011 blev Karlsson den första svenska damfotbollsspelaren att skriva på för ett lag i engelska FA WSL. Hon återvände dock till Sverige redan i september samma år och skrev på för Jitex BK.
I början av 2012 flyttade Karlsson till italienska Bardolino Verona. I juli 2014 bytte hon klubb till italienska Brescia. I maj 2015 var Karlsson med och vann Italienska cupen med Brescia. I juli 2015 flyttade hon till Frankrike för spel i AS Saint-Étienne.
I juni 2016 meddelade Karlsson att hon avslutade sin fotbollskarriär.
Karlsson De Cecco arbetar för närvarande som VD och agent för det globala fotbollsagenturen CMG, och representerar spelare och tränare inom damfotboll.

## Meriter
Linköpings FC
- Damallsvenskan: 2009
- Supercupen: 2010

 Brescia
- Italienska cupen: 2014/2015
- Italienska supercupen: 2014